# أيفر دونمز
أيفر دونمز (بالتركية: Ayfer Dönmez)‏ هي ممثلة تركية ولدت في يوم 1 كانون الثاني 1982 في مانيسا في تركيا، مثلت في عدة مسلسلات تركية منها مسلسل ياسمين في 2007 ومسلسل ديلا خانم في 2014 ومسلسل وادي الذئاب غلاديو بدور عائشة.

## روابط خارجية
- أيفر دونمز على موقع IMDb (الإنجليزية)
- أيفر دونمز على موقع قاعدة بيانات الفيلم (الإنجليزية)